# Soupir
Soupir település Franciaországban, Aisne megyében. Lakosainak száma 270 fő (2022. január 1.). Soupir Braye-en-Laonnois, Chavonne, Cys-la-Commune, Moussy-Verneuil, Ostel, Pont-Arcy és Saint-Mard községekkel határos.

## Népesség
A település népessége az elmúlt években az alábbi módon változott:
| Lakosok száma | 307  | 289  | 287  | 303  | 285  | 278  | 273  | 267  | 265  | 270  |
|               | 1968 | 1982 | 1990 | 2006 | 2013 | 2015 | 2017 | 2019 | 2020 | 2022 |